# Airey-woningen

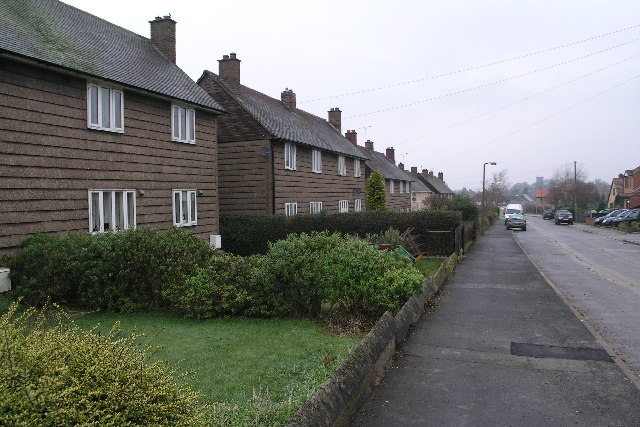
Airey-woningen in Harthill (South Yorkshire).

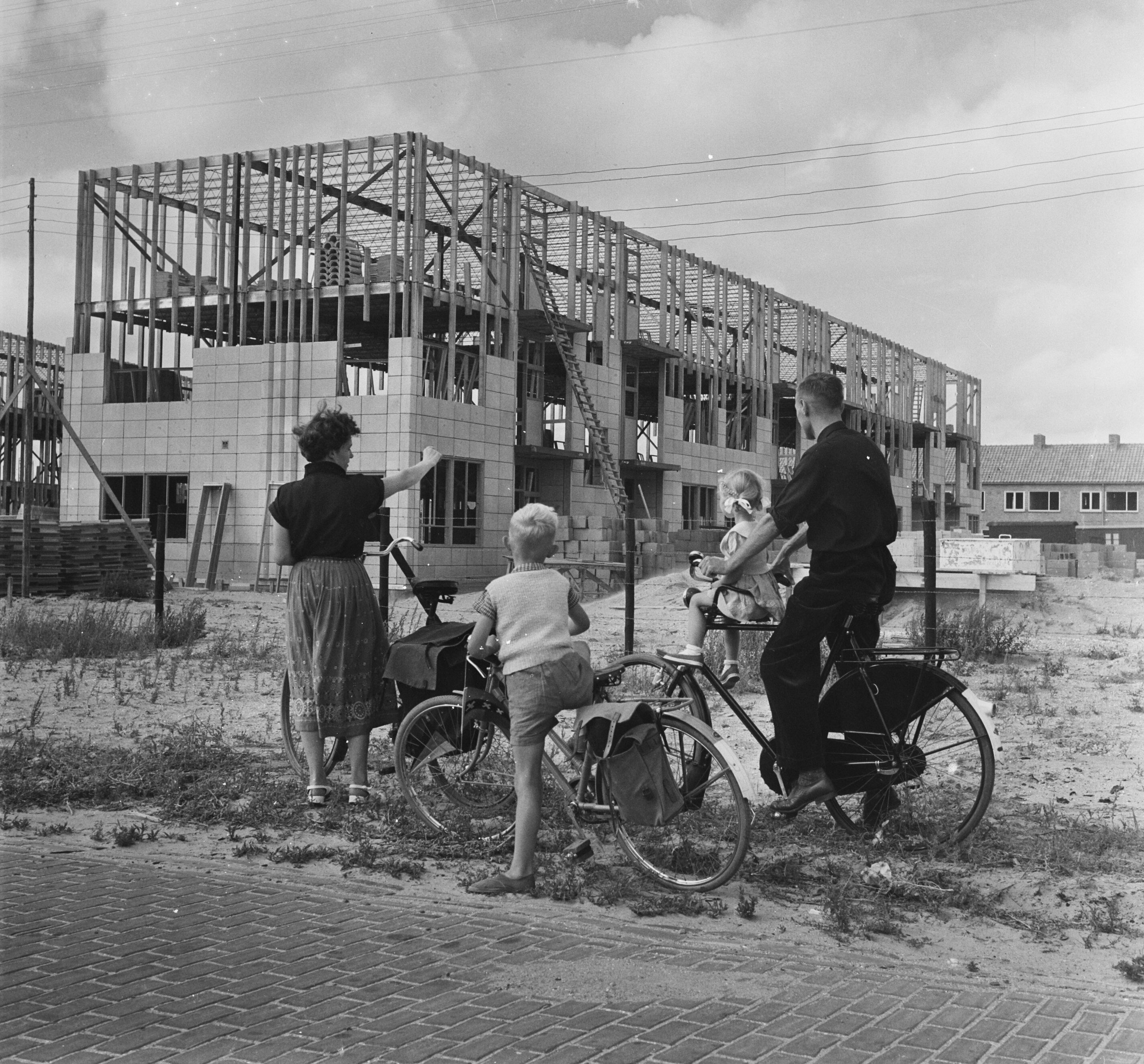
Bouw van Airey-woningen in 1952 aan de Burgemeester De Vlugtlaan te Slotermeer, Amsterdam Nieuw-West. De constructie van de woningen is goed te zien.

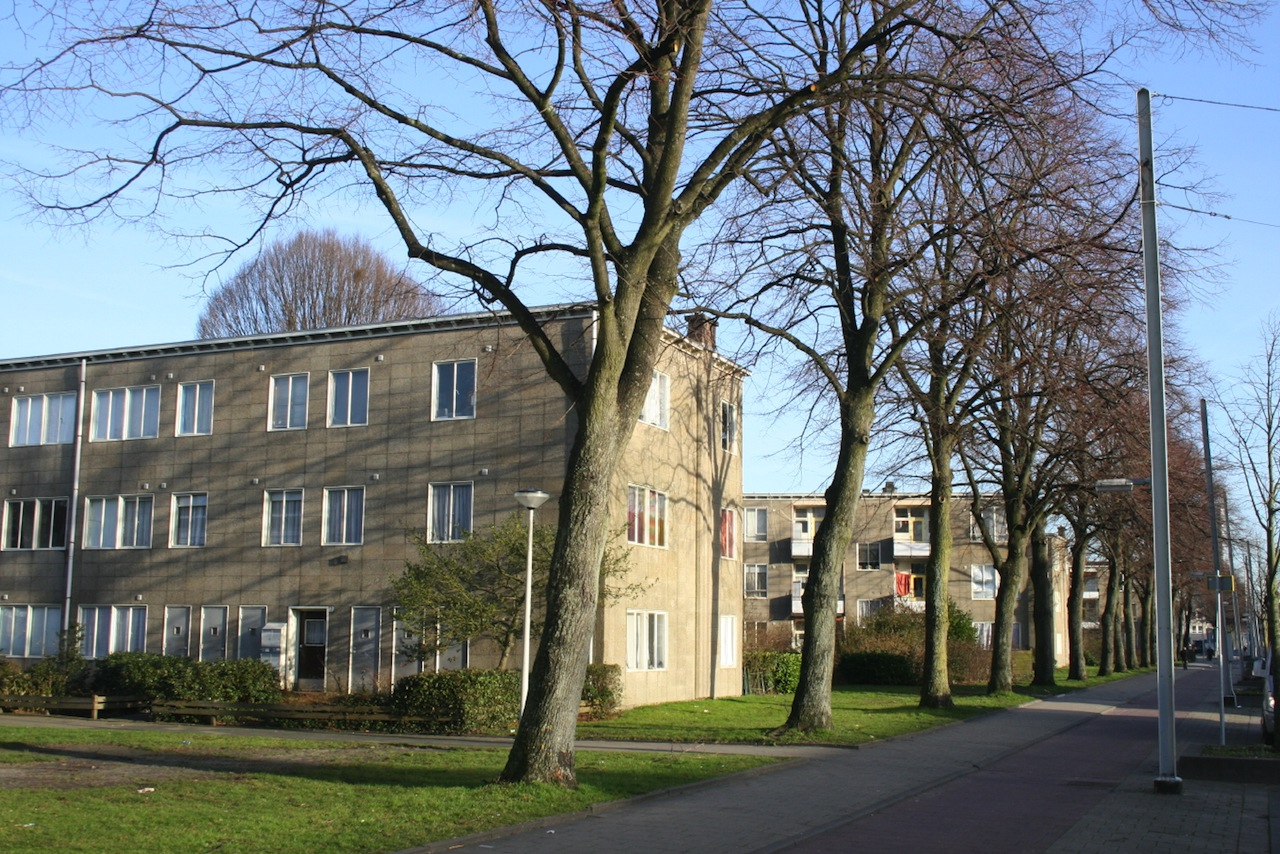
Airey-woningen uit 1953 aan de Burgemeester De Vlugtlaan te Slotermeer, Amsterdam Nieuw-West.

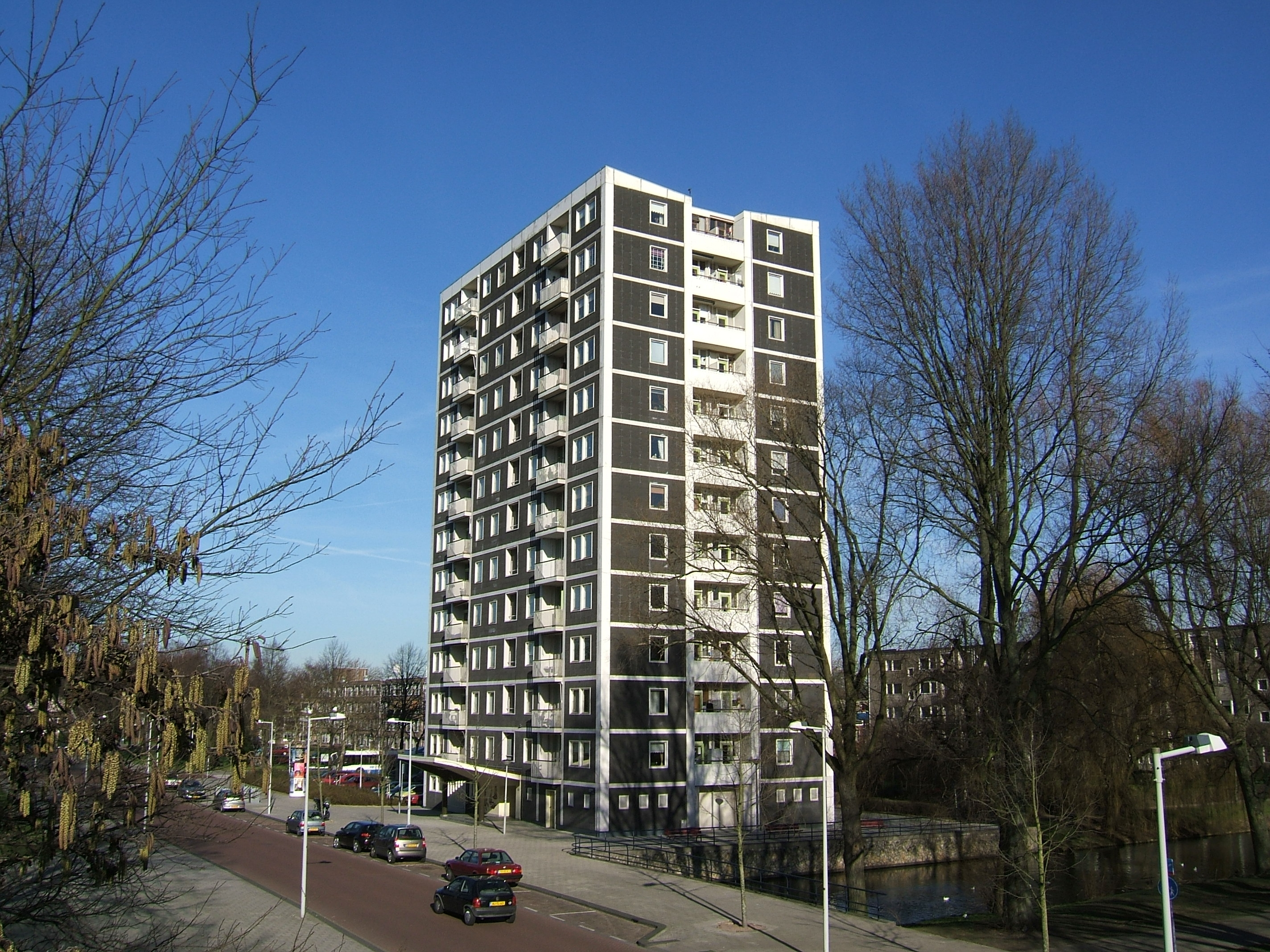
De Toren van de Sloterhof, hoek Comeniusstraat en Hemsterhuisstraat.

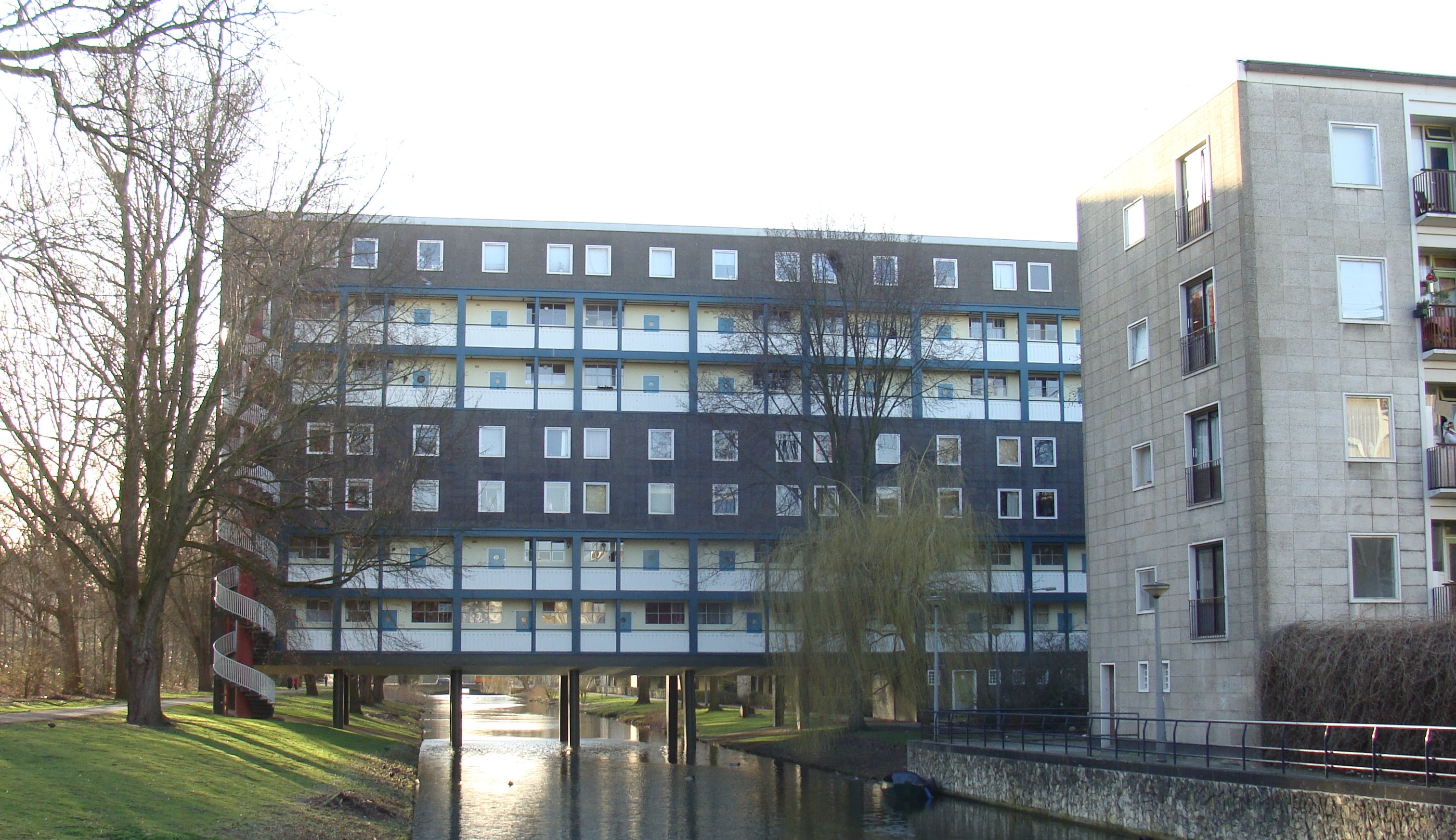
Een van de hoogbouwblokken van de Sloterhof, die gedeeltelijk over de siergracht langs de Cornelis Lelylaan heen zijn gebouwd. Van de zeven woonlagen bestaat de onderste uit woningen voor alleenstaanden, terwijl de zes woonlagen daarboven uit drie gestapelde maisonnettes van twee verdiepingen bestaan.

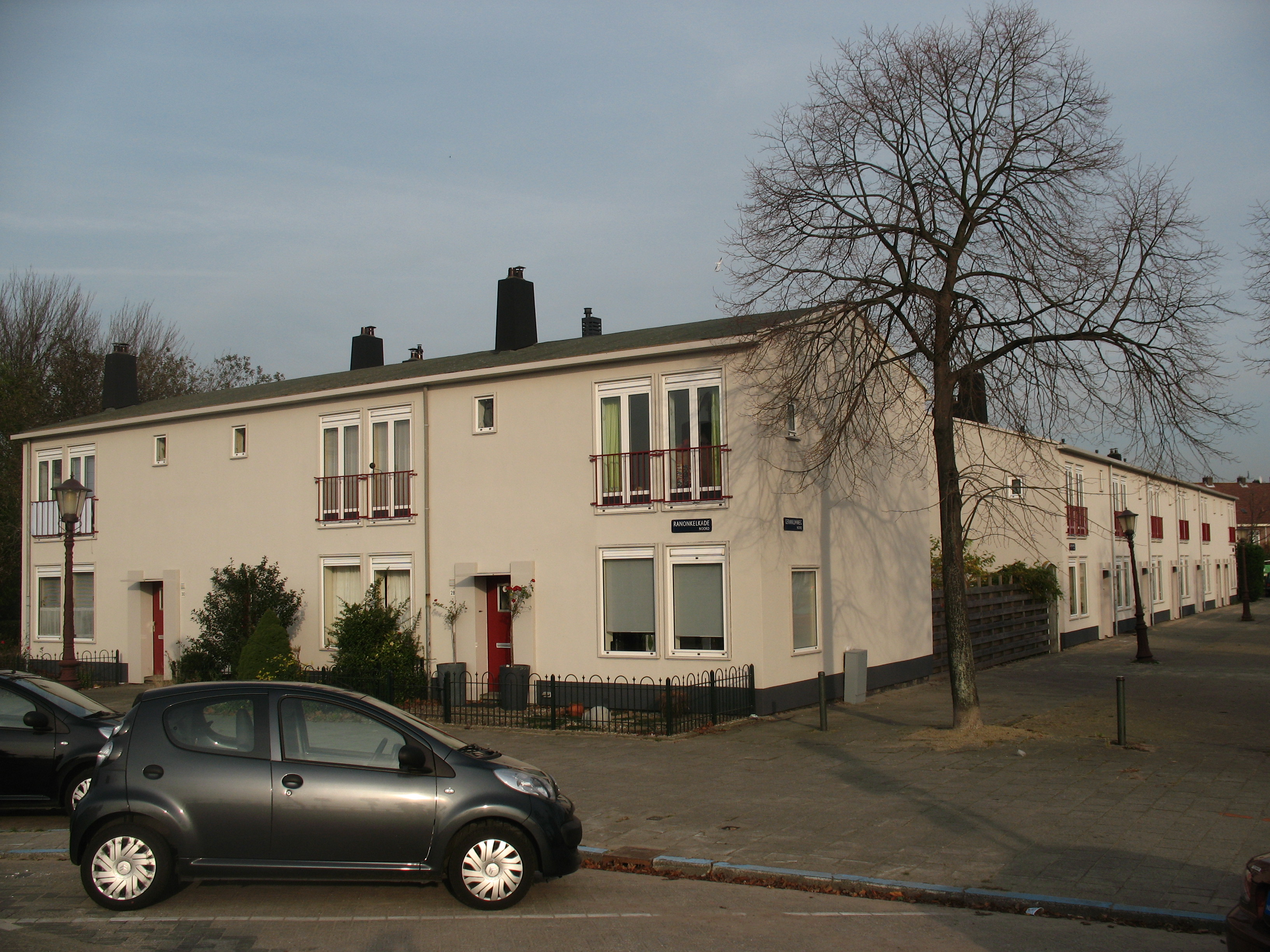
Duplexwoningen aan de Ranonkelkade in Amsterdam-Noord.

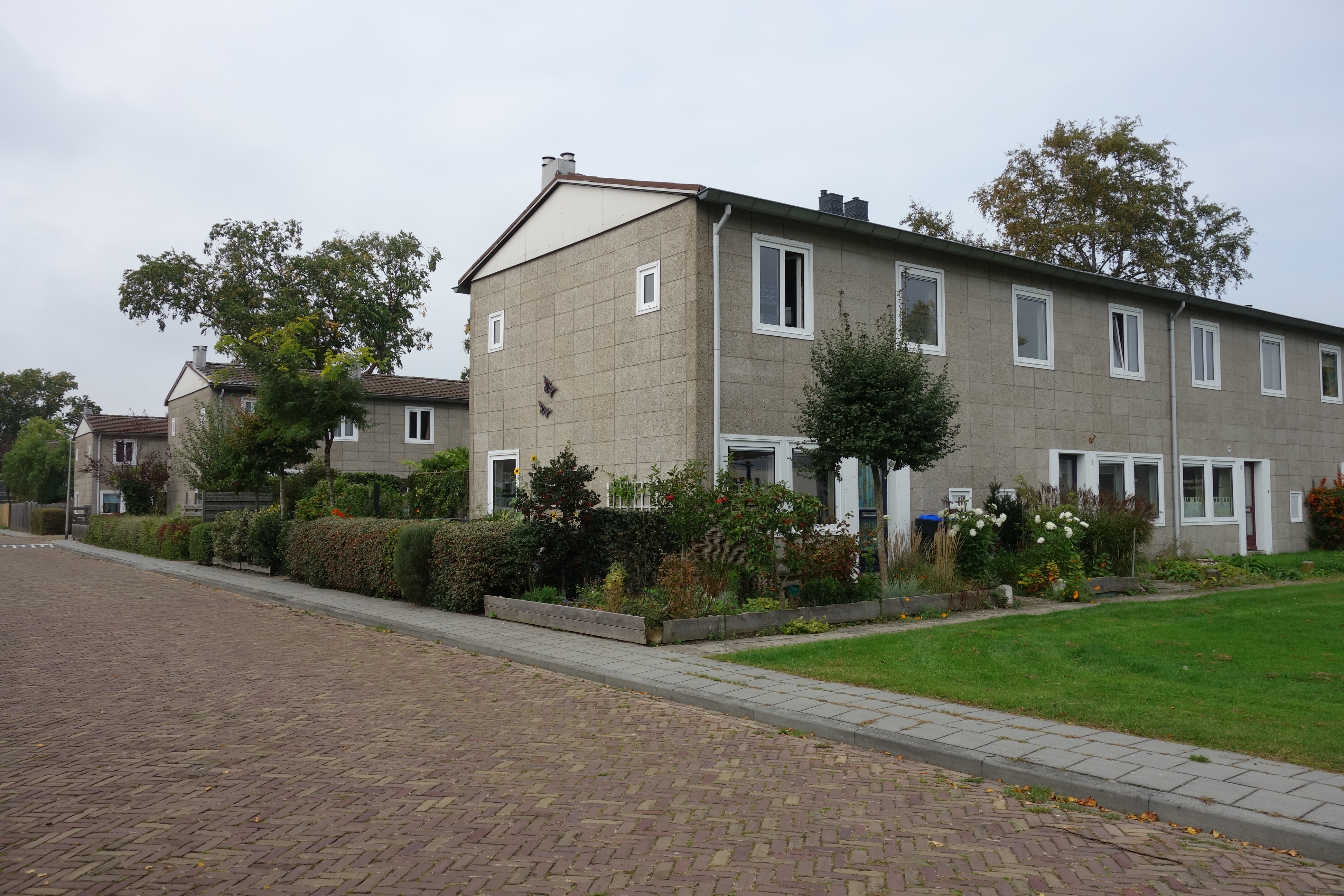
Woningen aan de Witte de Withstraat te Meppel.

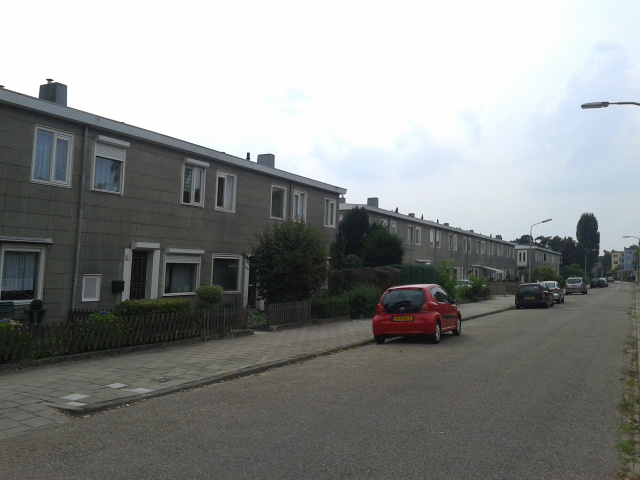
Typische kleine naoorlogse huisjes in Heseveld, Nijmegen.

Airey-woningen is een type systeem- of montagebouw dat kort na de Tweede Wereldoorlog in Groot-Brittannië en Nederland op ruime schaal is toegepast. Deze geprefabriceerde woningen zijn genoemd naar de ontwerper, Sir Edwin Airey (1879-1955), ingenieur en directeur van W. Airey and Sons in Leeds.
In Nederland zijn ze gebouwd door de N.V. Nederlandse Maatschappij voor Volkshuisvesting (Nemavo) uit Amsterdam. Zogeheten "Nemavo-Airey"-woonblokken konden relatief snel gerealiseerd worden, met name dankzij de betonnen prefab-elementen. Architect van de meeste Airey-woningen was Berghoef. Ook Zwiers en Klarenbeek hebben ontwerpen geleverd.

## Begin van de Wederopbouwarchitectuur
In de wederopbouwperiode na de Tweede Wereldoorlog werd vanwege de schaarste aan materiële en financiële middelen geëxperimenteerd met nieuwe, industriële bouwwijzen. Dit leidde een periode in van wederopbouwarchitectuur (1945-1965). Naast diverse nieuw ontwikkelde Nederlandse prefab-bouwsystemen als het systeem-Welschen bestond er het al langer beproefde Engelse Airey-systeem. Om dat voor Nederland aan te passen en in de praktijk te brengen werd in 1947 de Nemavo opgericht. Er werd gewerkt met standaardmaten, standaardplattegronden en betonnen prefab-bouwonderdelen. Het Nemavo-Airey-systeem bestond uit een skelet van beton en staal met buiten- en binnenbekleding van beton- en houtvezelplaat. De ramen en dakspanten van de Airey-woningen zijn van staal, de kap is met hout beschoten en heeft een bitumineuze afdekking.
In Nederland zijn tussen 1949 en 1965 bijna tienduizend (9.975) Airey-woningen gebouwd, waarvan ruim de helft (5.393) in Amsterdam, de thuishaven van het systeem. Ongeveer de helft bestaat uit eengezinswoningen en het resterende deel in overgrote mate uit portieketagewoningen.

## Toepassingen
Op aandringen van de overheid hebben vele Nederlandse gemeenten en dorpen, waaronder Amersfoort, Amsterdam (Noord (Van der Pekbuurt, Tuttifruttidorp), Oost, Rivierenbuurt (Amstelhof), Slotermeer, Slotervaart (Sloterhof), Watergraafsmeer (Jeruzalem)); Bussum-Zuid (Jan Bottemastraat), Den Helder, Eindhoven, Emmeloord (Vogelbuurt en Nijverheidsbuurt), Emmen, Enschede, Gorinchem, Helmond, Hengelo, Hoogeveen, Leek, Meppel (Jeruzalem, Zeeheldenbuurt), Nieuw-Vennep, Nijmegen (Heseveld), Ravenswaaij, Roosendaal, Schiedam, Tiel, Tilburg, Westzaan, Wieringerwerf, Wijk bij Duurstede, Winsum, Zeist en Zwolle met dit Airey-systeem geëxperimenteerd. Ook in Tilburg werden Airey-woningen gebouwd.
In enkele plaatsen werden deze buurten wel 'Jeruzalem' genoemd, hetgeen verband hield met de simpele uitvoering en de opvallende witgrijze kleur van deze naoorlogse nieuwbouwwoningen, al kregen flats van drie of vier etages later andere kleuren.
Veel Airey-complexen zijn inmiddels weer gesloopt, andere zijn behouden en inmiddels gerenoveerd. In onder andere Amersfoort, Amsterdam, Bussum, Meppel, Nijmegen en Zeist hebben een aantal complexen met Airey-woningen een (gemeentelijke) monument-status verkregen. Jeruzalem in de Watergraafsmeer en het Sloterhof in Slotervaart zijn rijksmonument, in het kader van de Top 100 Nederlandse monumenten 1940-1958 en het Beschermingsprogramma Wederopbouw 1959-1965.

### Amersfoort
In Amersfoort werd de buurt Jericho / Jeruzalem in de wijk De Koppel uitgevoerd in het Airey-systeem. Architect J.F. Berghoef gaf de woningen wel een traditioneel uiterlijk door gebruik te maken van kleine ramen en schuine daken. In 2015 werden deze woningen op de gemeentelijke monumentenlijst geplaatst.

### Amsterdam - Jeruzalem
Het Tuindorp Frankendael / Jeruzalem in de Watergraafsmeer dateert uit 1950-'54. De wijk en de woningen zijn ontworpen door de stedenbouwkundigen en architecten Cornelis van Eesteren, Ko Mulder, Benjamin Merkelbach, Charles Karsten, Piet Elling en Mart Stam. De hele wijk werd in 2010 rijksmonument. Het was de eerste naoorlogse wijk die deze status kreeg.

### Amsterdam - Landstrekenbuurt
Ten zuiden van de Rivierenlaan (sinds 1964 President Kennedylaan) in Amsterdam-Zuid staat een complex Aireywoningen naar ontwerp van J.F. Berghoef uit 1952 dat 'Amstelhof' wordt genoemd. Het bestaat uit 96 flats in 4 etages hoge blokken, 192 flats in 3 etages hoge blokken, 18 eengezinswoningen, 3 winkels met woningen, 1 autoreparatie en wasinrichting met benzinepompstation, 57 autogarages en een ketelhuis voor de centrale verwarming.

### Amsterdam - Slotermeer
Langs de Burgemeester De Vlugtlaan in Slotermeer werden in 1953 naar ontwerp van J.F. Berghoef 221 Aireywoningen en 5 bedrijfsruimtes gebouwd. Na jaren van verwaarlozing besloot woningbouwcorporatie Eigen Haard in 2011 tot sloop. In 2015 werd, na een felle actie door bewoners en erfgoedorganisaties, alsnog besloten tot behoud van het complex en restauratie van 141 woningen. De Aireywoningen maken sinds 2007 deel uit van het gemeentelijke beschermd stadsgezicht Slotermeer (Van Eesterenmuseum).

### Amsterdam - Sloterhof
De architecten Berghoef, Zwiers en Klarenbeek ontwierpen bijna alle Airey-complexen in Nederland. Het ensemble Sloterhof uit 1958 in Slotervaart kan als meesterstuk in dit systeem beschouwd worden. Het staat sinds 2008 op de gemeentelijke monumentenlijst en is sinds voorjaar 2016 rijksmonument.

### Eindhoven
In Eindhoven werden door Philips in licentie 238 Airey-woningen gebouwd.

### Bussum
Bussum (gemeente Gooise Meren) heeft 26 Airey-woningen aan de Jan Bottemastraat in de wijk Bussum-Zuid.

### Emmeloord
Na de Tweede Wereldoorlog werden in Emmeloord zes straten bebouwd met Airey-woningen. Te weten de Rietzangerstraat, Karekietstraat, Roerdompstraat, Raamstraat, Houtstraat en Staalstraat. Deze straten waren toen aan de rand van het dorp gelegen.
Ook in de Nijverheidsbuurt en Vogelbuurt werden Airey-woningen gebouwd. In de Nijverheidsbuurt werden 48 woningen gebouwd en in de Vogelbuurt 64 woningen.
In 1997 is de Vogelbuurt gesloopt en in 2000 volgde de Nijverheidsbuurt. Tot de sloop waren beide wijken nog in nagenoeg ongewijzigde staat met stalen kozijnen en enkel glas en ontbrak moderne isolatie.

### Helmond
Ook in Helmond bestaat sinds 1951 'Jeruzalem' als wijk, waarbij de plaatselijke woningbouwvereniging Volksbelang ervan uitging dat de 122 woningen tijdelijk zouden zijn. In 2016 zijn de drie flats aan de Rembrandtlaan die tot Jeruzalem behoorden gesloopt en vervangen door redelijk passende nieuwbouw, hoewel even sprake was van de aanwijzing van het complete complex van de jaren vijftigbouw tot gemeentelijk monument.

### Hengelo
In Hengelo staan er flats van dit type in de Sterrenbuurt. Vanaf 2025 worden zij gefaseerd afgebroken in verband met de bouwveiligheid. De woningstichting die de flats verhuurde stelt dat opknappen niet meer mogelijk is.

### Meppel
In Meppel werd na de oorlog een wijk met deze woningen gebouwd, de straten kregen namen van Nederlandse zeehelden. Ook deze wijk heette in de volksmond 'Jeruzalem' vanwege de witte huizen. De gehele wijk is aangewezen als provinciaal monument.

### Nijmegen
Jerusalem is een naoorlogse buurt in Nijmegen met overwegend kleine, goedkope huurwoningen aan de zuidoostkant van de wijk Heseveld. De buurt is gelegen tussen Oude Graafseweg en Molenweg. De bouw is in 1953 begonnen, op de tuinbouwgronden achter de Wolfskuilseweg en de Oude Graafseweg. De Airey-woningen werden door prefabricage in snel tempo gebouwd. Bijzonder in Nijmegen is dat het puin van de oude binnenstad na het bombardement in februari 1944 is verwerkt in de prefab-betonnen 'bouwstenen' van de woningen. In 2020 werd besloten om 220 woningen te slopen omdat de huizen sterk verouderd zijn.